# Mexe-mexe
Mexe-mexe é um jogo de cartas para duas ou mais pessoas. Por depender muito do raciocínio lógico e estratégico dos jogadores, estimula a visão ampla das situações, permitindo a interação de todos os componentes da mesa. Pode ser jogado por um número ímpar de pessoas. Ideal para crianças que já sabem contar e ordenar e para toda a família e amigos.

## Objetivo
O objetivo do jogo é descer todas as cartas na mesa, formando seqüências numéricas de mesmo naipe ou trincas e quadras de naipes diferentes.

## Itens necessários
- Dois baralhos sem os coringas;

## Regras
1. Os dois baralhos devem ser misturados com as faces todas para baixo
2. Cada jogador recebe onze cartas entregues aleatoriamente no sentido horário por um integrante da mesa;
3. O jogo inicia pelo primeiro integrante que recebeu as cartas;
4. Comprar uma carta no monte ou descer?
  - Caso o jogador tenha uma trinca ou seqüência de cartas ou uma carta que possa ser descida na mesa ele poderá fazer o mesmo, assim com as seqüências já colocadas na mesa, mesmo que não sejam suas, cuidando apenas para que nas montagens e desmontagens dos jogos não sobrem ou faltem cartas nas trincas ou seqüências;
  - Caso o jogador não tenha nenhuma opção para descer cartas ele deverá comprar uma no monte;
  - Caso o monte acabe, e não haja cartas para descer ele passará a vez dizendo aos outros oponentes “Passo”.
5. Os jogos descidos na mesa perdem a propriedade, ou seja, outro jogador poderá unir ou dividir jogos, apenas cuidando para que não sobre ou falte cartas;
6. Nenhum dos jogadores poderá retirar uma carta da mesa e mantê-la na mão ou volta-la ao monte;
7. O jogador que descer alguma carta não precisará comprar outra, ao fim da sua mexida ele dirá aos outros jogadores algo como “pronto” ou "feito", passando à jogada ao oponente da sua esquerda;
8. No ato da mexida, não se pode deixar menos de 3 cartas em um monte.

## Fim do jogo
O jogador que descer todas suas cartas primeiro será o vencedor.

## Variações
Em alguns locais, não se pode descer naipes repetidos em uma trinca de uma só vez. Se já tiver uma trinca na mesa, no entanto, pode-se, no ato da mexida, deixar um monte com naipes iguais, exceto se a pessoa desceu no monte em questão. Além disso, é possível descer 3 cartas em montes diferentes, sem ser somente descendo uma trinca.
Quanto ao fim do jogo, quem fica com as cartas, depois que o vencedor "bate", é punido com uma quantidade de pontos, e, geralmente, o jogo termina quando eles alcançam 100 pontos acumulados. A distribuição de pontos é da seguinte forma, somando-se: 0 (zero) pontos para quem ganhou; cada Ás(A) que ficou na mão vale 15 pontos; cada figura (K, Q, J) e 10 na mão, 10 pontos; cada 9, 9 pontos; cada 8, 8 pontos; e assim por diante. Quando a pessoa ultrapassa o limite pré-determinado entre os jogadores, ela é eliminada do grupo. Caso um eliminado, ou outra pessoa, queira entrar com o jogo em andamento, pode, desde que os participantes que ainda estão jogando permitem, entrar com a mesma pontuação de quem tiver mais pontos.
O Rummy (ou Mexe-mexe) foi elemento inspirador para o jogo de mesa Rummikub nos anos 30.